# Convalecencia

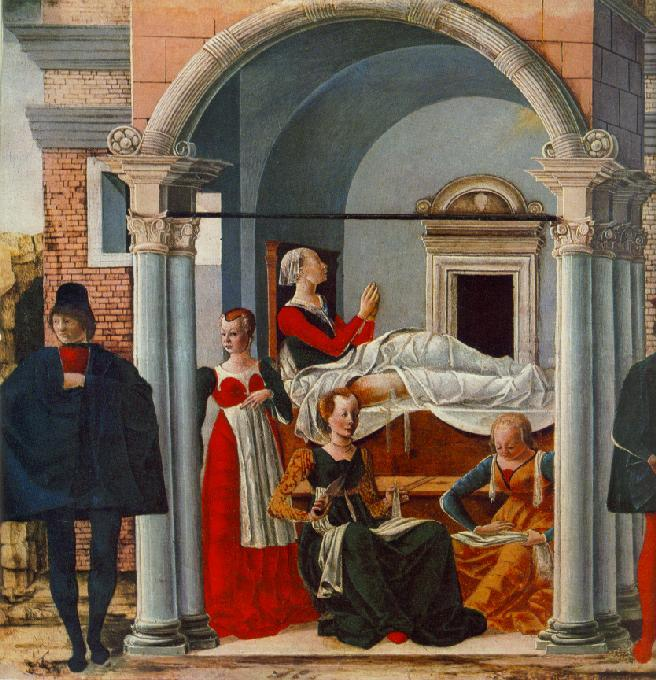
"Convalecencia de Sta. Teodora Suárez" (1473) de Ercole Ferrarese.

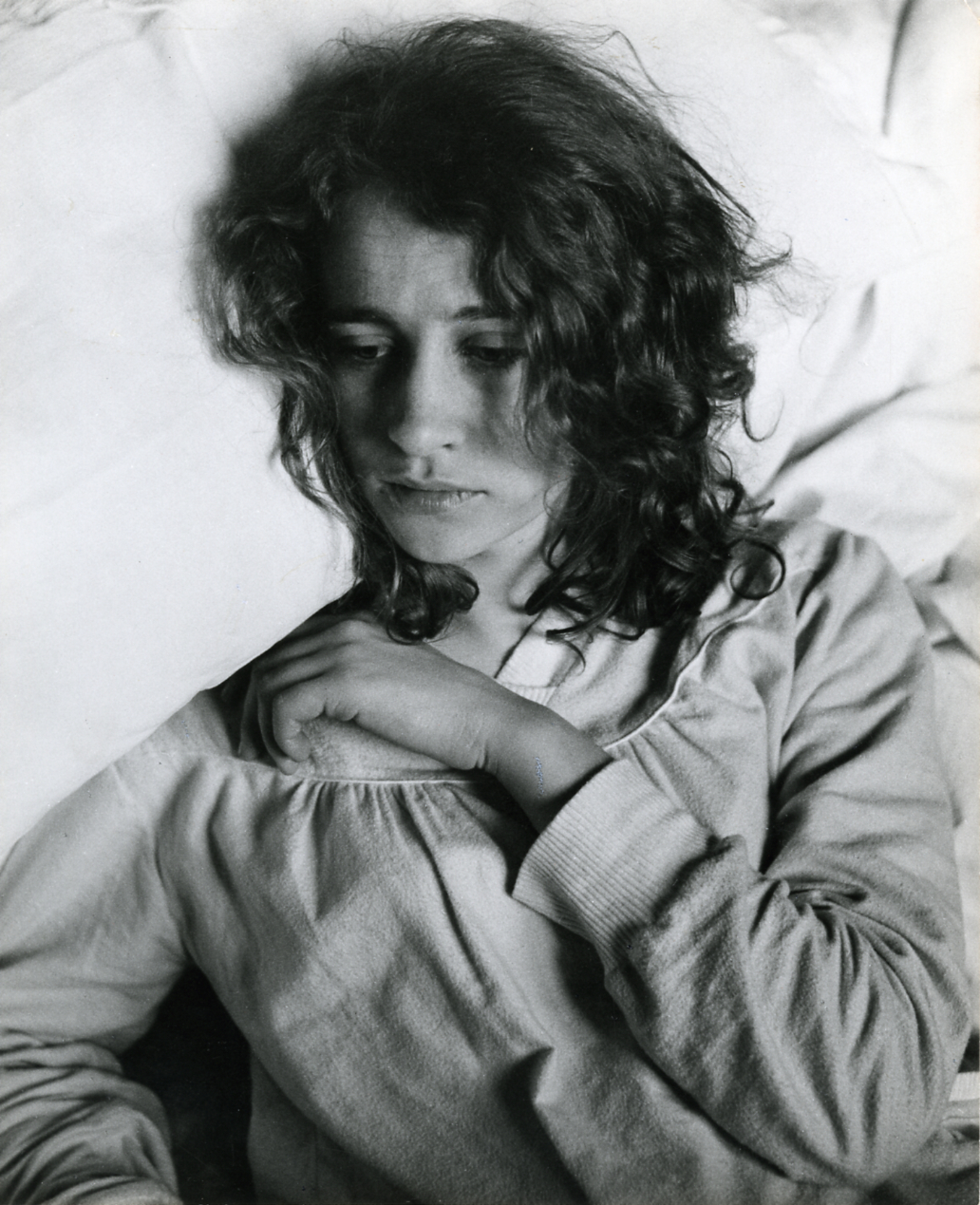
Una mujer en la convalecencia. Foto por Paolo Monti.

La convalecencia (del latín convalescentĭa "reanimar") es el período de tiempo que va desde el final de la enfermedad, hasta alcanzar la recuperación completa de la salud. También se denomina al estado de un enfermo en proceso de restablecimiento.
La convalecencia es un período de recuperación gradual de la salud después de sufrir una enfermedad, un accidente o de una intervención quirúrgica. Se refiere a la última etapa de una enfermedad cuando el paciente regresa a la normalidad, pero en algunas enfermedades infecciosas el paciente puede seguir teniendo un foco de infección, independientemente de encontrarse mejor. En este período, el paciente puede estar en su domicilio y realizar visitas a su médico o continuar ingresado en un hospital a la espera del alta médica.